# Мьёс, Оле Данбольт
Оле Данбольт Мьёс (норв. Ole Danbolt Mjøs; 8 марта 1939, Берген — 1 октября 2013) — норвежский врач и политик (член Христианской народной партии), ректор университета Тромсё (1989—1995), председатель Комитета Нобелевской премии мира (2003—2008).

## Биография
Оле Данбольт Мьёс родился в Бергене в 1939 году. В 1972 году он получил степень доктора медицины. В 1975 году Мьёс был назначен профессором физиологии в университете Тромсё, а в 1989—1995 годах занимал должность ректора этого университета.
Мьёс был также хорошо известен за пределами научной сферы. В 1990—1994 годах он возглавлял Совет по телерадиовещанию, а также занимал различные политические должности. С 1998 по 2000 год Мьёс возглавлял так называемый «комитет Мьёса», который представил официальный отчёт 2000:14, тем самым проложив путь для так называемой «реформы качества» в области высшего образования 2003 года.
С 2003 по 2008 год Мьёс возглавлял Норвежский Нобелевский комитет, который присуждает Нобелевскую премию мира. Лауреатами премии во время его пребывания на посту становились Ширин Эбади (2003), Вангари Маатаи (2004), МАГАТЭ и Мохаммед эль-Барадеи (2005), Мухаммад Юнус и Grameen Bank (2006), Альберт Гор и МГЭИК (2007) и Мартти Ахтисаари (2008). В 2009 году Мьёса в этой должности сменил Турбьёрн Ягланд.
Мьёс опубликовал много научных работ по сердечно-сосудистой физиологии, которые позволили по-новому взглянуть на причины сердечных приступов.
Мьёс был награждён Королевским орденом Святого Олафа и орденом Льва Финляндии.
Мьёс умер 1 октября 2013 года после продолжительной болезни.